# Kostel svatého Bartoloměje (Dušejov)
Kostel svatého Bartoloměje je farní kostel v římskokatolické farnosti Dušejov, nachází se na severním okraji obce Dušejov. Kostel je pozdně barokní jednolodní stavbou se segmentovým závěrem a čtyřbokou věží. Kostel je obklopen hřbitovem s ohradní zdí. Kostel je chráněn jako kulturní památka České republiky.

## Historie
V obci působila od 14. století plebánie, od roku 1785 pak byla plebánie povýšena na lokálii a roku 1787 byl pak postaven kostel svatého Bartoloměje. Byl vystavěn v tzv. venkovském baroku. V roce 1857 pak vznikla samostatná farnost v obci, ta do roku 1993 spadala pod královéhradeckou diecézi.